# Modulo di servizio
Il modulo di servizio è una parte di un veicolo spaziale che contiene diverse strumentazioni utili per il funzionamento dello stesso ma che non è abitabile. Il modulo di servizio viene solitamente staccato e abbandonato prima del rientro in atmosfera, quando non è più necessario.
Il modulo di servizio è tipicamente composto da:
- Celle a combustibile e batterie per l'alimentazione dell'intero veicolo
- Moduli fotovoltaici per fornire energia elettrica e ricaricare le batterie
- Ossigeno liquido per le celle a combustibile e la respirazione
- Idrogeno liquido per le celle a combustibile
- Elio o azoto
- Sensori di navigazione
- Computer del sistema di navigazione
- Motore a propulsione e carburante
- Motori del sistema RCS (reaction control system)
- Sistemi di controllo della temperatura